# Ishihara Ken
Ishihara Ken (japanisch 石原 謙; geboren 1. August 1882 in Tōkyō; gestorben 4. Juli 1976 daselbst) war ein japanischer Geschichtswissenschaftler mit dem Schwerpunkt Christentum.

## Leben und Wirken
Ishihara Ken war der jüngere Bruder des theoretischen Physikers Ishihara Jun (石原 純; 1881–1947). Er machte 1907 seinen Studienabschluss an der Universität Tōkyō und wurde dort Assistenzprofessor. Er bildete sich von 1921 bis 1923 während eines Studienaufenthaltes an den Universitäten Heidelberg und Basel weiter. In Heidelberg studierte er unter dem Theologen Hans von Schubert.
Ishihara wurde Professor an der Universität Tōhoku, dann Präsident der Tōkyō Joshi Daigaku und schließlich Professor an der Aoyama-Gakuin-Universität.
Er beschäftigte sich hauptsächlich mit den Grundlagen des Christentums. Zu seinen Publikationen gehören „Ursprung des Christentums“ (キリスト教の源流, Kirisuto-kyō no genryū) und „Entfaltung des Christentums“ (キリスト教の展開, Kirisuto-kyō no tenkai), beide aus dem Jahr 1972. Seine „Gesammelten Werke“ (石原謙著作集) wurden von 1978 bis 1979 in 11 Bänden herausgegeben.
Ishihara war Mitglied der  Akademie der Wissenschaften. 1962 wurde er als Person mit besonderen kulturellen Verdiensten geehrt und 1973 mit dem Kulturorden ausgezeichnet. Die Universität Heidelberg verlieh ihm im selben Jahr die Ehrendoktorwürde.